# Sarah Milledge Nelson
Sarah Milledge Nelson, (29 novembre 1931-27 avril 2020), est une archéologue et anthropologue américaine, spécialiste d'art et de culture et référence de l'archéologie du genre.

## Biographie
Sarah Milledge Nelson naît le 29 novembre 1931 à Coral Gables (Floride) de Sarah Woodman Milledge (présentatrice, programmatrice TV) et Stanley Nelson (juge). Elle y grandit et obtient un doctorat à l'université du Michigan en 1973. Elle est connue pour ses recherches sur l'archéologie de l'Asie de l'Est, en particulier la Corée et le nord-est de la Chine. Elle mène également des recherches approfondies dans l'archéologie du genre et de la culture de Hongshan,. Elle est aussi connue pour ses fictions ayant pour sujet l'Asie de l'Est ancienne.
Elle épouse en 1953 Harold Nelson, médecin dans l'armée. Ils ont trois fils Erik Harold, Mark Milledge et Stanley Franklin. Ils se déplacent dans de nombreux pays,. De retour à Denver, elle entame une carrière de 45 ans à l'université de Denver où elle met son énergie à légitimer les études scientifiques sur les femmes et à renforcer l'anthropologie.
Elle meurt dans l’État du Colorado le 27 avril 2020,.

## Recherches

### Champs
Sarah Milledge Nelson passe plus de deux décennies à faire des recherches sur les reines du royaume Silla de la Corée ancienne, apprenant la culture tout en y vivant,. Elle est capable de lire et de parler à un niveau intermédiaire et acquiert des compétences de base en écriture dans la langue coréenne.
Sarah Milledge Nelson passe dix ans dans le nord-est de la Chine à étudier le « temple de la déesse ». Ses recherches en Europe, en Corée et en Chine contribuent à son intérêt pour les questions de genre.
Les changements de culture entre l'apparition de la poterie et la création des États l'intéressent particulièrement. Elle s'intéresse à la technologie du bronze et aux problèmes des origines de l'agriculture, ce qui la conduit à mener des recherches sur plusieurs continents différents. Lors de ses études en Corée et en Chine, en agriculture, le millet est plus courant que le riz.
En Amérique du Nord, elle mène des recherches dans le sud-est de l'Utah ainsi que dans les hautes plaines du Colorado. Elle est attirée par ces zones pour examiner des problèmes tels que la sédentarité / mobilité des sites archéologiques et la répartition des types de sites. Peu de temps après, elle crée et adapte plusieurs programmes informatiques de spatialisation destinés à l'utilisation de la recherche régionale et sur site.
En plus des questions de genre, Sarah Milledge Nelson aime également faire des recherches sur l'archéoastronomie en Asie du Nord-Est.

### Archéologie du genre
Suivant les traces de Margaret Conkey et Jane Spector, pionnières de ce champ d'études, Sarah Milledge Nelson se concentre sur l'archéologie du genre et contribue à créer le cadre d'une archéologie féministe,[réf. à confirmer]. Elle coédite une grande collection d'articles sur ce sujet avec Alice Beck Kehoe (en) (Powers of Observation), écrit un manuel sur le sujet (Gender in Archaeology, Analysing power and prestige), édite un volume de référence (Handbook of Gender in Archaeology), ainsi que plusieurs autres collections d'articles sur ce sujet. Sa série de livres pour Alta Mira Press donne lieu à plus d'une douzaine d'ouvrages traitant des questions de genre dans le monde antique à travers les cultures. Son travail autobiographique Shamans, queens et figurines retrace sa biographie personnelle, celle d'une jeune femme avec des enfants en bas âge, commençant une carrière d'archéologue alors qu'elle vit en Corée, à travers l'évolution de sa carrière et le développement parallèle de l'archéologie féministe. Elle doit lutter contre une inégalité de traitement entre les archéologues hommes et femmes (reconnaissance, attribution de fonds de recherche,etc),.

## Fiction archéologique
Sarah Milledge Nelson utilise ses connaissances archéologiques pour créer des fictions sur le monde antique de l'Asie de l'Est. Publiés d'abord chez elle, RKLOG Press, et maintenant chez Routledge, ses romans Spirit Bird Journey, Jade Dragon et Ancient China's Tiger Quee se déroulent dans la Corée ancienne, la Chine néolithique et la Chine Shang, alternant un récit du passé et la vie d'une étudiante diplômée en archéologie contemporaine étudiant ces périodes.

## Études
- B.A., Biblical History, Wellesley College, 1953 ;
- M.A. en anthropologie, université du Michigan, 1969 ;
- Ph.D. en anthropologie (archéologie), université du Michigan, 1973.

## Carrière
- 1970 : université de Denver, lectrice à temps partiel ;
- 1971 : université du Maryland, Division de l'Extrême-Orient (Corée), lectrice ;
- 1974 : université du Colorado à Boulder, professeur adjoint invité ;
- 1974–1979 : université de Denver, professeur adjoint ;
- 1979–1985 : université de Denver, professeur agrégé ;
- 1985-1996 : université de Denver, professeur ;
- 1996-2007 : université de Denver, professeur émérite[12].

## Sélection de travaux
- (en) Chulmun Period Villages on the Han River in Korea, Subsistence and Settlement (PhD Dissertation), University of Michigan, 1973
- (en) « The Neolithic of northeastern China and Korea », Antiquity, vol. 64, no 243,‎ 1990, p. 234-248 (ISSN 0003-598X).
- (en) « Diversity of the Upper Paleolithic "Venus Figurines and Archeological Mythology" », Archeological Papers of the American Anthropological Association, vol. 2,‎ 2008, p. 11-22 (DOI 10.1525/ap3a.1990.2.1.11, lire en ligne [PDF])
- (en) Sarah Milledge Nelson, Barbara D Miller; Cambridge University Press (éditeurs), Gender Hierarchy and the Queens of Silla dans Sex and gender hierarchies, Cambridge University Press, coll. « Publications of the Society for Psychological Anthropology » (no 4), 1993, 401 p. (OCLC 25008121, lire en ligne)
- (en) The archaeology of Korea, Cambridge, Cambridge University Press, coll. « Cambridge world archaeology », 1993, 307 p. (ISBN 9780521404433, lire en ligne)
- (en) avec Margaret C Nelson et Alyson Wylie, Equity issues for women in archeology, Washington D.C., American Anthropological Association, coll. « Archeological papers of the American Anthropological Association » (no 5), 1994 (ISBN 0913167673, lire en ligne)
- (en) The Archaeology of Korea, vol. 53, Cambridge, Cambridge University Press, coll. « The Journal of Asian Studies / Cambridge World Archaeology Series », 2010 (lire en ligne)
- (en) The archaeology of Northeast China: beyond the Great Wall, vol. 70, Londres, Routledge - Antiquity - Cambridge University Press (no 267), 2015, 263 p. (lire en ligne)
- (en) Philip L. Kohl et Clare Fawcett (éditeurs), The politics of ethnicity in prehistoric Korea dans Nationalism, Politics, and the Practice of Archaeology, Cambridge University Press, 2009 (lire en ligne), p. 218-231
- (en) Gender in archaeology : analyzing power and prestige, Oxford, Oxford Publicity Partnership, 2004 (1re éd. 1997), 224 p. (ISBN 0759104956, lire en ligne)
- (en) Chris Gosden, Jon G. Hather (éditeurs), Megalithic monuments and the introduction of rice into Korea dans The Prehistory of Food, Routledge, 1999, 544 p. (DOI 10.4324/9780203203385, lire en ligne), p. 147-165
- (en) Spirit bird journey, Littleton, CO, RKLOG Press, 1999, 235 p. (ISBN 0967579805)
- (en) avec Richard F Carillo; Bonnie J Clark; Lori E Rhodes; Dean Saitta, Denver An Archaeological History (livre numérique), Boulder University Press of Colorado Ann Arbor, Michigan ProQuest, 2009, 289 p. (ISBN 9780870819841)
- (en) Ancient queens : archaeological explorations, Walnut Creek, California, Altamira Press (no 5), 2003 (ISBN 9780759103467, lire en ligne)
- (en) Jade Dragon (livre numérique), Londres, Routledge, 2017 (ISBN 9781315425832, lire en ligne)
- (en) Handbook of gender in archaeology, Lanham, MD, AltaMira Press, coll. « Gender and archaeology series », 2006, 913 p. (ISBN 9780759106789, lire en ligne)
- (en) Shamans, Queens, and Figurines The Development of Gender Archaeology, Routledge, 2016 (ISBN 9781315420257)
- (en) Ancient China's tiger queen, Denver, CO, RKLOG Press,, 2018, 423 p. (ISBN 9781727372472, lire en ligne)